# Emil Cooper

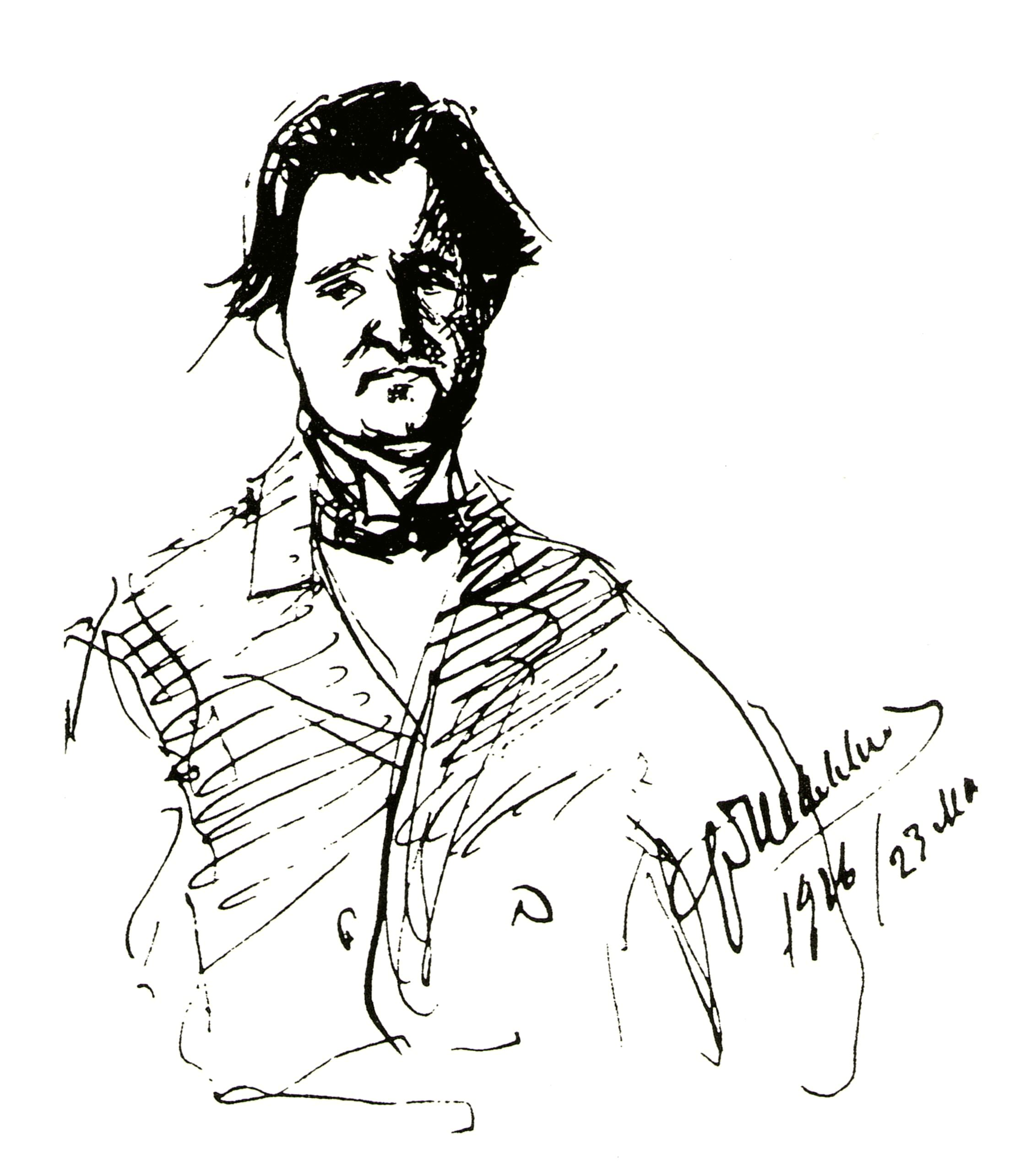
Emil Cooper (gezeichnet von Fjodor Schaljapin 1916)

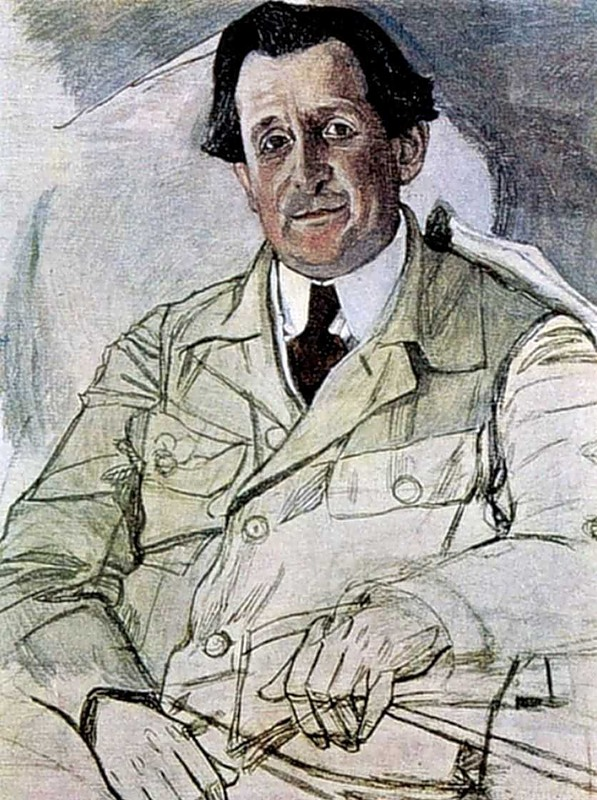
Emil Cooper (Alexander Golowin, 1919)

Emil Albertowitsch Kuper oder Cooper (russisch Эмиль Альбертович Купер; * 8. Dezemberjul. / 20. Dezember 1877greg. in Cherson; † 19. November 1960 in New York) war ein ukrainisch-russisch-US-amerikanischer Violinist und Dirigent englischer Abstammung.

## Leben
Cooper, Sohn des Odessaer Musiklehrers und Kontrabassisten Albert Stock, erlernte das Violinenspiel schon als Fünfjähriger von seinem Vater. Er studierte dann an der Musikschule Odessa Violine mit Abschluss 1891. Darauf ging er ans Wiener Konservatorium zu Joseph Hellmesberger senior. Er studierte dazu Komposition bei Robert Fuchs (bis 1893) und dann bei Sergei Tanejew in Moskau. 1891–1896 trat er als Wunderkind-Geiger in Konstantinopel, Wien und den Städten Osteuropas auf. Er konzertierte bis 1898.
Das Dirigieren studierte Cooper selbständig und nahm später Unterrichtsstunden bei Arthur Nikisch in Leipzig. Als Dirigent trat Cooper 1896 zum ersten Mal auf. 1899 reiste er als Operndirigent mit Leonid Sobinow und Fjodor Schaljapin durch die russischen Städte. 1900–1904 arbeitete er an der Kiewer Oper und dann in Moskau an der privaten Simin-Oper, wo unter Coopers Leitung 1909 Rimski-Korsakows Goldener Hahn aufgeführt wurde. Sergei Djagilew lud Cooper ein, die Ballets Russes zu dirigieren, so dass unter Coopers Leitung Modest Mussorgskis Boris Godunow mit Schaljapin in der Hauptrolle 1909 in Paris aufgeführt wurde. 1910 kam Cooper an die Kaiserliche Oper in Moskau. Cooper dirigierte nicht nur Opern, sondern auch Sinfonik. Er brachte Werke zeitgenössischer Komponisten zur Erstaufführung, so von Nikolai Medtner, Nikolai Mjaskowski, Sergei Rachmaninow, Alexander Skrjabin und Reinhold Glière (Sinfonie Ilja Muromez 1912). Im Januar 1917 dirigierte er im Moskauer Bolschoi-Theater Nikolai Rimski-Korsakows Kaschtschei bessmertny (Kaschtschei der Unsterbliche).
Nach der Oktoberrevolution dirigierte Cooper auf Einladung Alexander Glasunows im umgewandelten Petrograder Staatlichen Opern- und Balletttheater sowie das Orchester der Petrograder Philharmonie. 1922 verließ er die Sowjetunion und ließ sich in Paris nieder. Er dirigierte viel und war dann künstlerischer Leiter der Russischen Oper. 1925–1928 war er Direktor der Lettischen Nationaloper in Riga. 1929 dirigierte er an der Lyric Opera of Chicago. Ab 1932 konzertierte er wieder in Europa. 1939 kehrte er in die USA zurück. Nach dem Zweiten Weltkrieg gehörte er zu den Dirigenten der New Yorker Metropolitan Opera (bis 1950). Er leitete dort die US-amerikanische Premiere von Benjamin Brittens Peter Grimes und die Neuinszenierung der Chowanschtschina Mussorgskis. Von 1944 bis zu seinem Tode leitete er in Montreal Pauline Donaldas Opera Guild of Montreal. Zu seinem breiten Repertoire gehörten auch die in Kanada bis dahin unbekannten Opern Sergei Prokofjews und Gian Carlo Menottis.
Coopers Nachlass befindet sich in der Bibliothèque et Archives nationales du Québec.